# 松ヶ島城
松ヶ島城（まつがしまじょう）は、三重県松阪市にあった日本の城（平城）。1580年（天正8年）に付近の田丸城が焼失したため、織田信雄が新たに城を築き、松ヶ島城と命名した。県の指定文化財。

## 概要
伊勢神宮への参宮古道沿いにあって伊勢湾に面し、海陸の要衝にあった。その後、信雄の家臣・津川義冬、滝川雄利が城主となり、最終的には豊臣秀吉の部下・蒲生氏郷が入部した。1588年（天正16年）に松坂城を築いて城下町を移転させるまで、氏郷は飯高郡松ヶ島城を伊勢国南部の統治拠点とした。城下が手狭だったため、同年11月末日付で当城下の町人はすべて松坂城下へ強制的に移住、参宮古道も松坂経由に変更され、松ヶ島城と城下町は廃された。
現在は幅約20m、高さ約2mの台地だけが残り、地中からは瓦片や茶碗片が出土している。後世の松ヶ島村の検地帳には、城之内、城之外、南の丸など城郭に関する地名や市場に基づく地名などが記録されており、往年の城下町がしのばれる。

## 所在地
三重県松阪市松ヶ島町字城の腰

## アクセス
- 近鉄山田線松ヶ崎駅から徒歩15分